# Anna Rajecka
Anna Rajecka, connue aussi sous son nom d'épouse Anna Gault de Saint-Germain, est une artiste-peintre et dessinatrice polonaise et française née vers 1754 à Varsovie et morte en janvier 1830 à Paris.

## Biographie
Anna Rajecka est la fille du peintre Józef Rajecki. Son nom complet apparait sur l'acte de mariage de son fils en 1817 : Marie-Josèphe-Frédéric-Anne Rajécka. Elle est née vers 1754, si l'on prend en compte l'âge de 75 ans (peut-être approximatif) noté lors de son inhumation le 28 janvier 1830.
Protégée du roi Stanislas II, elle est envoyée en France en 1783 pour étudier les arts au Louvre, après avoir été l'élève de Louis Marteau et Marcello Bacciarelli à Varsovie. Elle a peut-être étudié à Paris avec Jean-Baptiste Greuze.
En 1788, elle décide de rester en France et se marie avec le peintre et historien de l'art Pierre-Marie Gault de Saint-Germain. Elle réalise en 1789 le portrait de l'architecte Victor Louis et expose pour la première fois au Salon de 1791. Sous la Terreur, en 1792, elle se réfugie avec son mari à Clermont-Ferrand. Deux de ses pastels sont aujourd'hui conservés au Musée d'art Roger Quillot de Clermont-Ferrand.
En 1824, elle devient aveugle.
Anna Rajecka a peint principalement des portraits (pastels et dessins) de l'aristocratie polonaise et française.
Elle est inhumée au cimetière du Montparnasse le 28 janvier 1830, à l'âge de 75 ans.

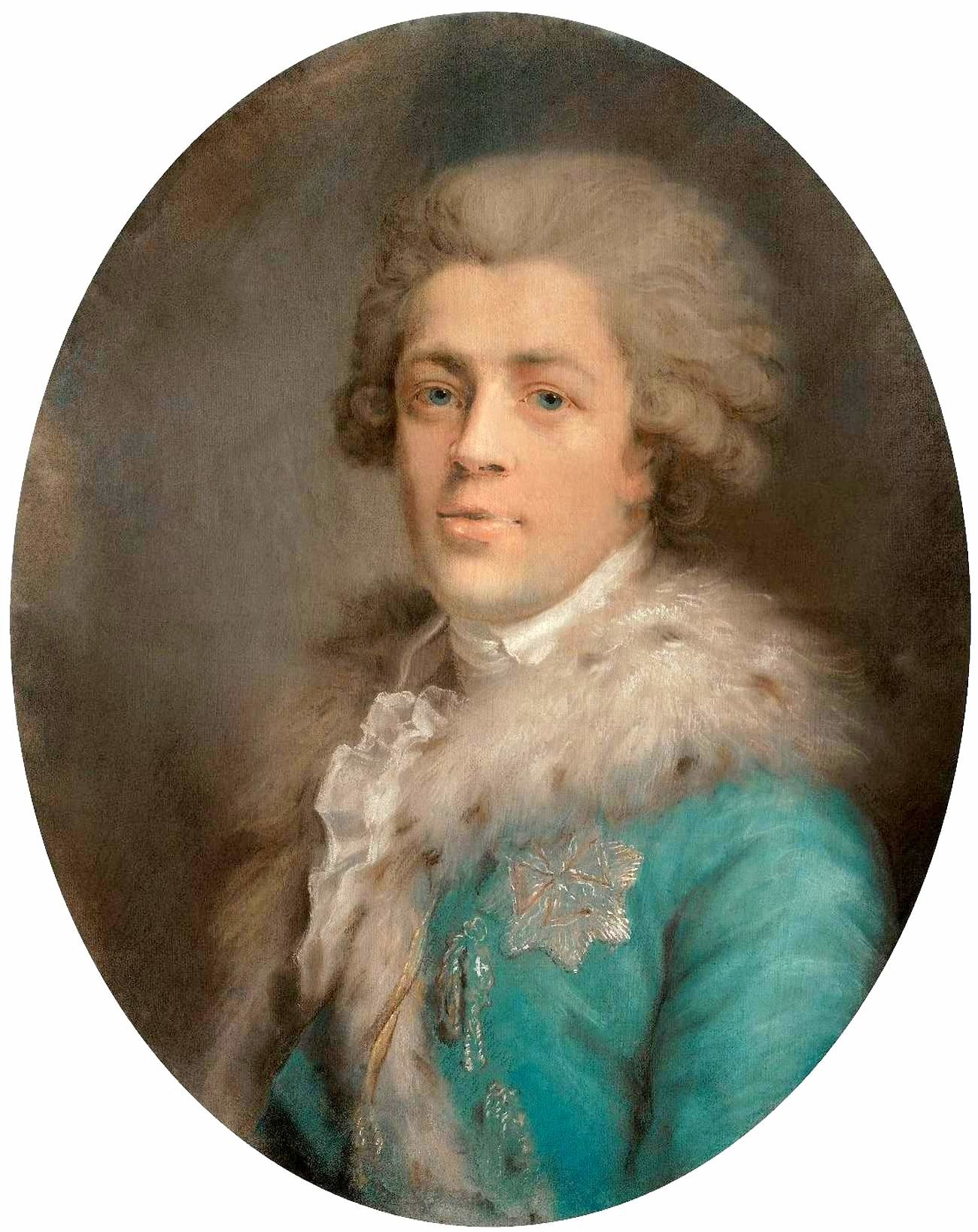
Ignacy Potocki, 1783-1784
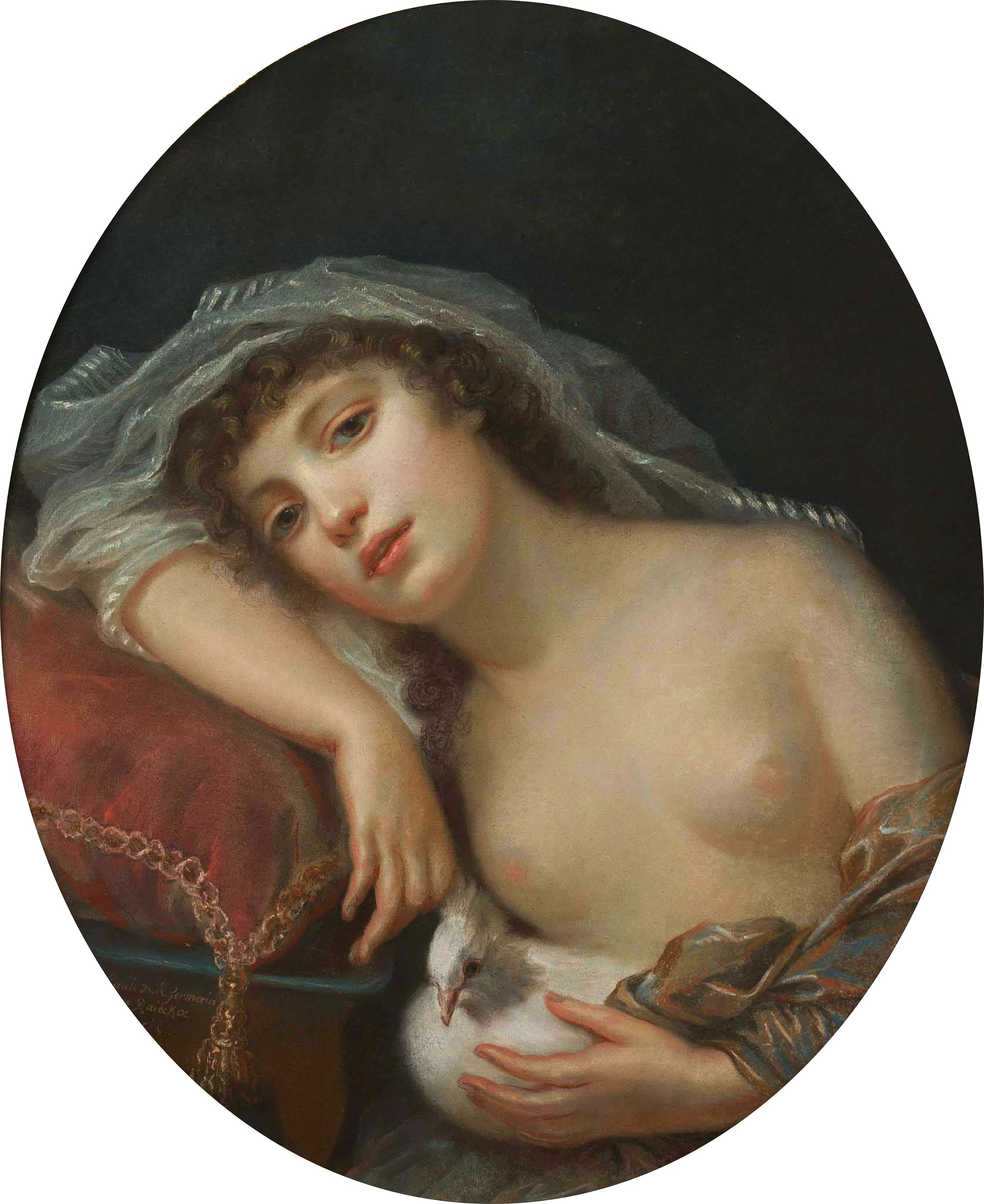
Une fille avec colombe (Allégorie de l'innocence perdue?), 1789-1790
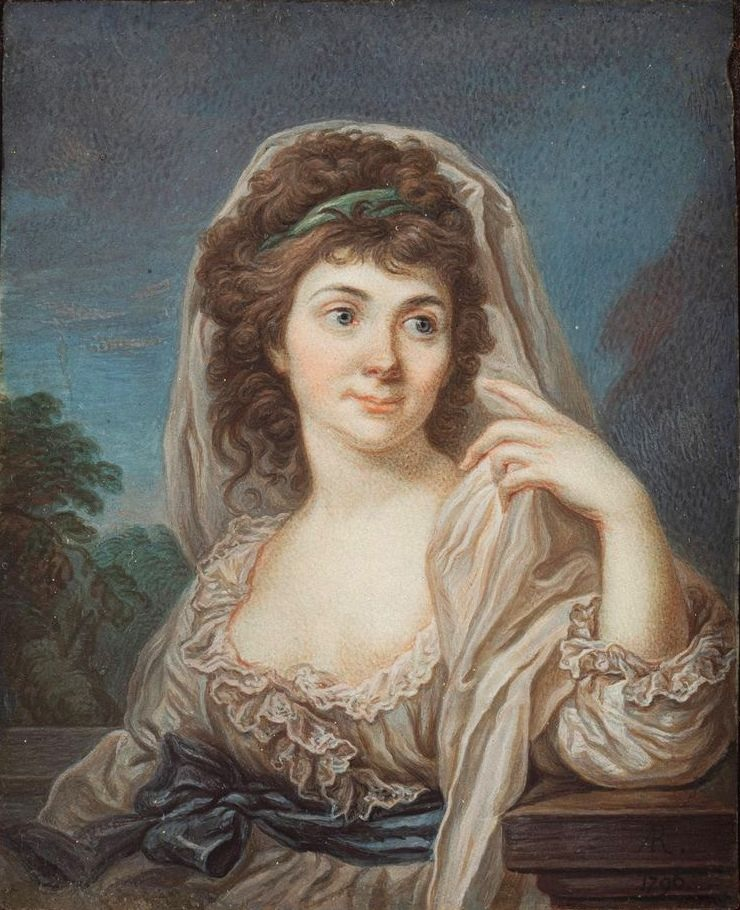
Elizabeth Grabowska née Szydlowska, 1796
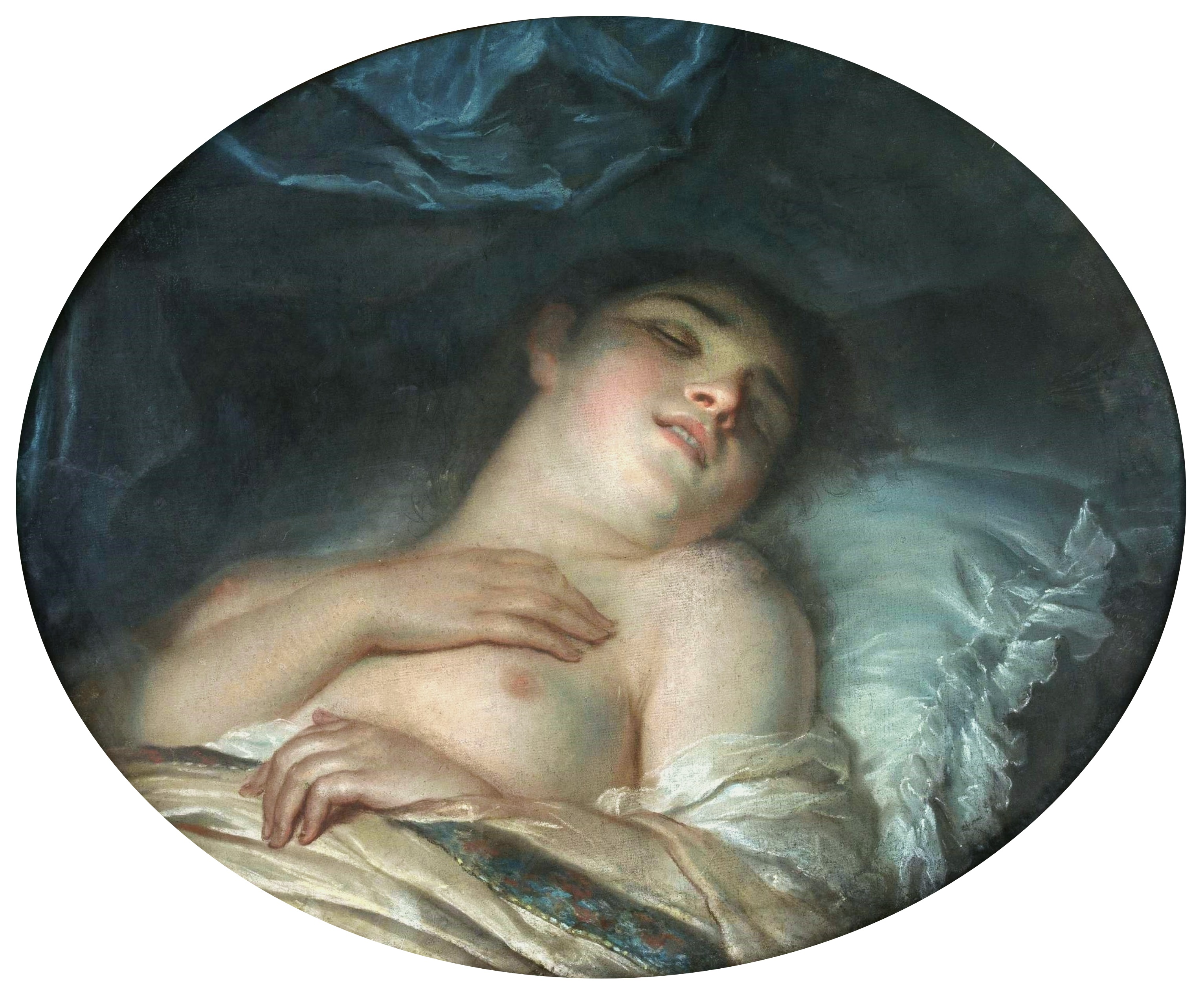
Jeune fille endormie
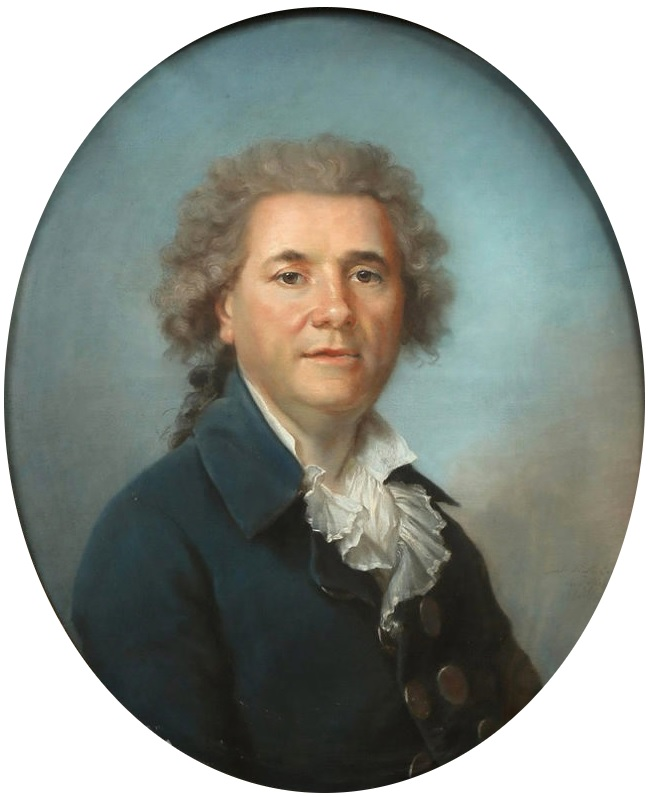
L'architecte Victor Louis
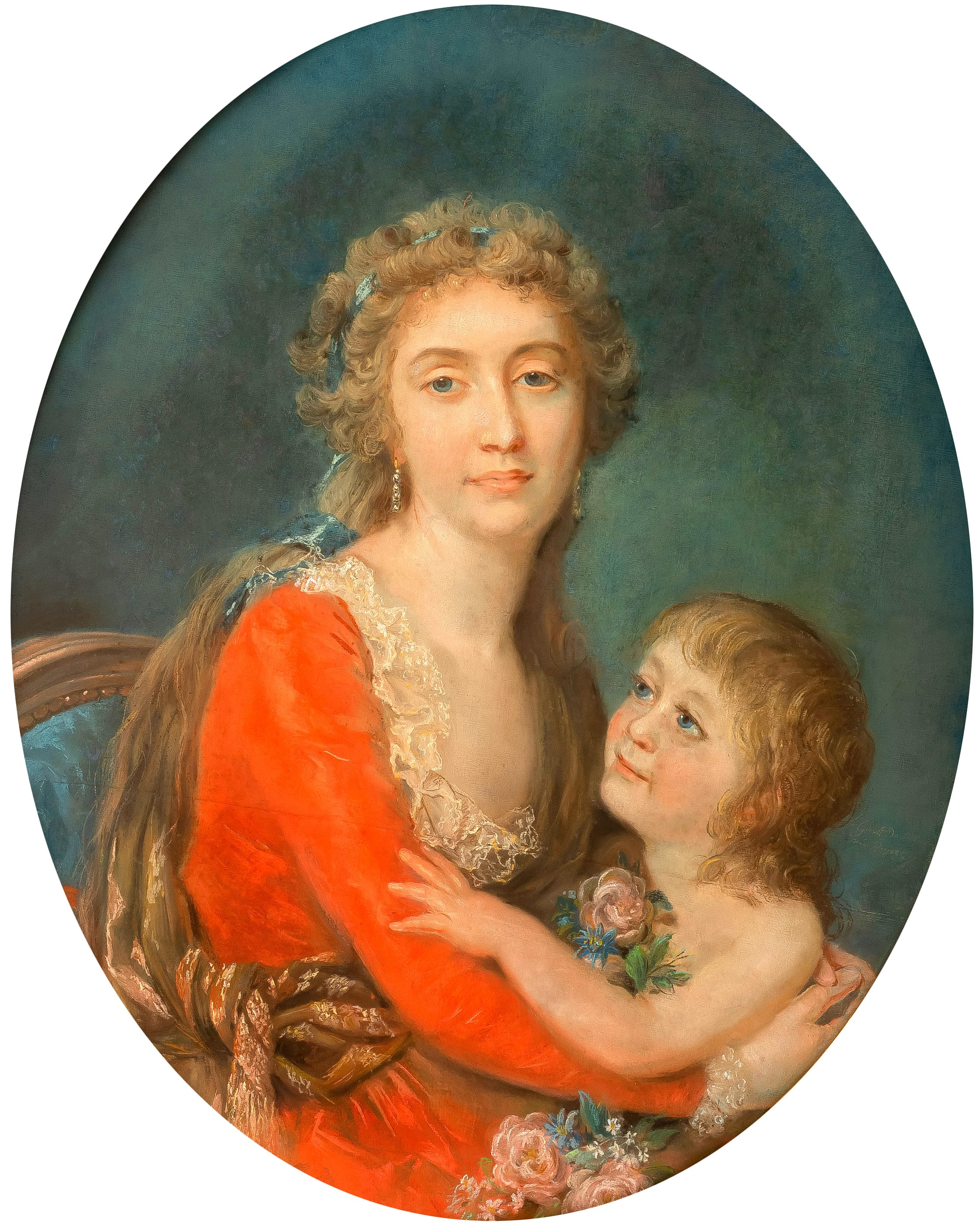
Portrait de femme et d'enfant (probablement Jeanne Grace Bergon avec sa fille, épouse du général Pierre Antoine Dupont de l'Etang)